# Berghalla
Berghalla är ett bostadsområde inom stadsdelen Trånghalla som ligger norr om Jönköping i Jönköpings kommun, Jönköpings län. Området är till stor del präglat av villabebyggelse på stora tomter. De äldre husen och dess tomter avyttrades från början av 1900-talet från Trånghalla Gård – som har anor från 1300-talet. Sedan 2000-talet har området kompletterats med modernare villor. Berghalla, och den del av Trånghalla som ligger öster om järnvägen utmed Vättern, räknas som ett exklusivt bostadsområde i Jönköping. Under perioden 2017–2024 har ett antal villor i detta område sålts för över 10 miljoner kr.

## Tillkomst
Berghalla tillkom på 1930-talet och då som anhalt för järnvägen, kallad Berghalla anhalt. Den ska ha tillkommit då Trånghalla anhalt ska ha varit för långt gångavstånd för de boende i området. Enligt dokument från Bankeryds Hembygdsförening var det Elsa Eklöf, fru till skohandlaren, tillika Konsul Joseph H. Eklöf och ägare till Ekgården, som lyckades få järnvägen att införa en ny anhalt, som hon då kallade Berghalla. Berghalla anhalt avvecklades på 1960-talet. Då flyttades även anhaltsbyggnaden till barnrikefamiljen Granats hus, som extra bostad under sommartid. De bodde i huset som hade tillhört rättaren på Trånghalla Gård. 
Till Berghalla räknas det område som ligger på östra sidan av järnvägen mot Vättern och från norra Övre Berghallavägen till den södra tomtgränsen av Ekgården vid Berghallavägen. I området finns även badplatsen Jungfruviken samt Sjöbo hamn med anor från 1700-talet. 
| Allmänna vägar som ingår i Berghalla |
| Berghallavägen nr 34-36              |
| Övre Berghallavägen                  |
| Utsiktsvägen                         |
| Sjöbovägen                           |

## Urval på hus och bebyggelse

### Ekgården, Berghallavägen 34 (tidigare Solbacken)
Det finns ett köpebrev daterat den 28 januari 1911 på avsöndring från Trånghalla Gård, med en yta på 2 ha. Kostnaden var 3207 kr, säljaren Emil Annerstedt och köparen Herr Grosshandlare Thor Engelbrecht Vennberg, Helsingborg. Thor uppförde villa Solbacken åren 1911–1913 med ritningar av arkitekt Mauritz S:son Claes (1883–1967). Familjen Engelbrecht Vennberg med hustru och två barn flyttade till Solbacken den 14 april 1913 men flyttade efter ekonomiska problem därifrån den 11 februari 1918. Ny ägare blev Konsul Joseph Eklöf. Huset fick så småningom namnet Ekgården och användes som sommarhus för Joseph och Elsa Eklöf under 1930-talet. Joseph Eklöf var grundare till AB Löfsko som hade sin grund i Göteborg år 1909. År 1910 köpte skohandlaren Joseph H. Eklöf fabriken och flyttade år 1911 tillverkningen till fabriken som låg i hörnet av Barnarpsgatan och Kungsgatan i Jönköping. När sonen Bengt Eklöf gifte sig år 1945 flyttade han och hans hustru Karin till Ekgården för permanent boende. Numera ägs och bebos huset av bilhandlaren Sonny Holmgren, grundare av Holmgrens bil.

### Sjöbo, Sjöbovägen 12 (senare Sjöbo Hamn)
De äldsta dokumenten är från år 1790. Troligen byggdes Sjöbo, eller Nybygget som torpet hette då, i mitten av 1700-talet och tillhörde då Trånghalla Gård. Den siste fasta boende var fiskaren Karl Elis Zackridsson, han bodde där ensam och väglös fram till sin död år 1912. Det finns ett köpebrev daterat den 22 maj 1915 på avsöndring från Trånghalla Gård, med en yta på 52 kvm och 0,39 ha. Kostnad var 1200 kr, säljare var Emil Annerstedt och köpare Jönköpings Segelsällskap. I avtalet står bl.a. "Sällskapet äger rätt att för all framtid begagna väg från Trånghalla gård till lägenheten, äfvensom att i Vättern, utanför lägenheten, få anlägga en brygga och oinskränkt nyttja vattnet." Backstugan, som stod öde, renoverades senare under våren 1915 och invigdes den 15 juni samma år. År 1925 beslutades att kaj och vågbrytare skulle byggas och bildhuggaren Carl Christensen (död 1953), som byggde Ulfsbo i Trånghalla, ritade förslag. Konsul Joseph Eklöf ordnade finansieringen, delvis med egna medel. Nyinvigning skedde den 29 augusti 1926.